# Генрі Вільям Брандс
Ге́нрі Ві́льям Брандс (англ. Henry William Brands, * 7 серпня 1953, Портленд, штат Ореґон, США) — американський історик і письменник.

## Біографічні дані
Генрі Вільям Брандс народився в Портленді, вступив до коледжу в Каліфорнії, продавав ножі на заході США. Здобув учені звання в галузі математики та історії в штатах Ореґон і Техас. 1975 року закінчив історичний факультет Стенфордського університету. Викладав у Вандербілтському і Техаському університетах, а тепер він професор історії в Техаському університеті в Остіні. Брандс — автор 28 книжок, співавтор двох і видавець чотирьох. Тематика творів — американська історія та політика. Його висунули кандидатом на здобуття Пулітцерівської премії за дві книжки — «Перший американець: життя і часи Бенджаміна Франкліна» та «Зрадник свого класу: привілейоване життя і радикальне президентство Франкліна Делано Рузвельта». Твори Брандса перекладено іспанською, французькою, німецькою, російською, китайською, японською, корейською та українською мовами.
Цей науковець часто читає лекції про історичні та поточні події, його можна побачити і почути на національних і міжнародних теле- і радіоканалах.
Живе в Остіні (Техас). Одружений, має троє дітей. У червні 2009 року Брандс і одинадцять істориків пообідали в Білому Домі з президентом Бараком Обамою.

### Книжки, написані у співавторстві
- America Past and Present (2007 edition), with Robert A. Divine et al. — «Америка минулого і сучасного»
- The American Story (2007 edition), with Robert A. Divine et al. — «Американська історія»

### Редаговані книжки
- The Selected Letters of Theodore Roosevelt (2001) — «Вибрані листи Теодора Рузвельта»
- The Use of Force after the Cold War (2000) — «Застосування сили після холодної війни»
- Critical Reflections on the Cold War: Linking Rhetoric and History (2000), with Martin J. Medhurst — «Критичні розмірковування про холодну війну: зв'язок риторики та історії»
- The Foreign Policies of Lyndon Johnson: Beyond Vietnam (1999) — «Закордонна політика Ліндона Джонсона: поза В'єтнамом»

## Переклади українською
- Генрі Вільям Брандс. «Американський колóс: тріумф капіталізму у 1865—1900 роках». — К.: в-во «Темпора», 2018, 760 стор. Переклав Олег Король.

## Зовнішні зв'язки
- Вебсторінка Генрі Вільяма Брандса [Архівовано 26 квітня 2022 у Wayback Machine.]
- Вебсторінка Техаського університету в Остіні [Архівовано 12 січня 2011 у Wayback Machine.]
- Сайт StudyMode [Архівовано 8 серпня 2014 у Wayback Machine.]